# عائلة واشنطون
لوحة عائلة واشنطون لإدوارد سافاج هي لوحة تجسيدية بالحجم الطبيعي لرئيس الولايات المتحدة جورج واشنطن، والسيدة الأولى مارثا واشنطن، واثنين من الأحفاد، وخادم. اعتمادًا على دراسات حية أجريت في بداية فترة رئاسة واشنطون، بدأ سافاج العمل في مدينة نيويورك، في الفترة 1789-1790، وقد أنهاها بعد عدة سنوات في مدينة فيلادلفيا (بنسيلفانيا)، في الفترة 1795-1796. اللوحة ضخمة، أبعادها (213 سم * 284 سم)، وهي موجودة اليوم في المعرض الوطني للفنون (واشنطن).